# Möningerberg
Möningerberg ist ein Gemeindeteil der Stadt Freystadt im Landkreis Neumarkt in der Oberpfalz in Bayern.

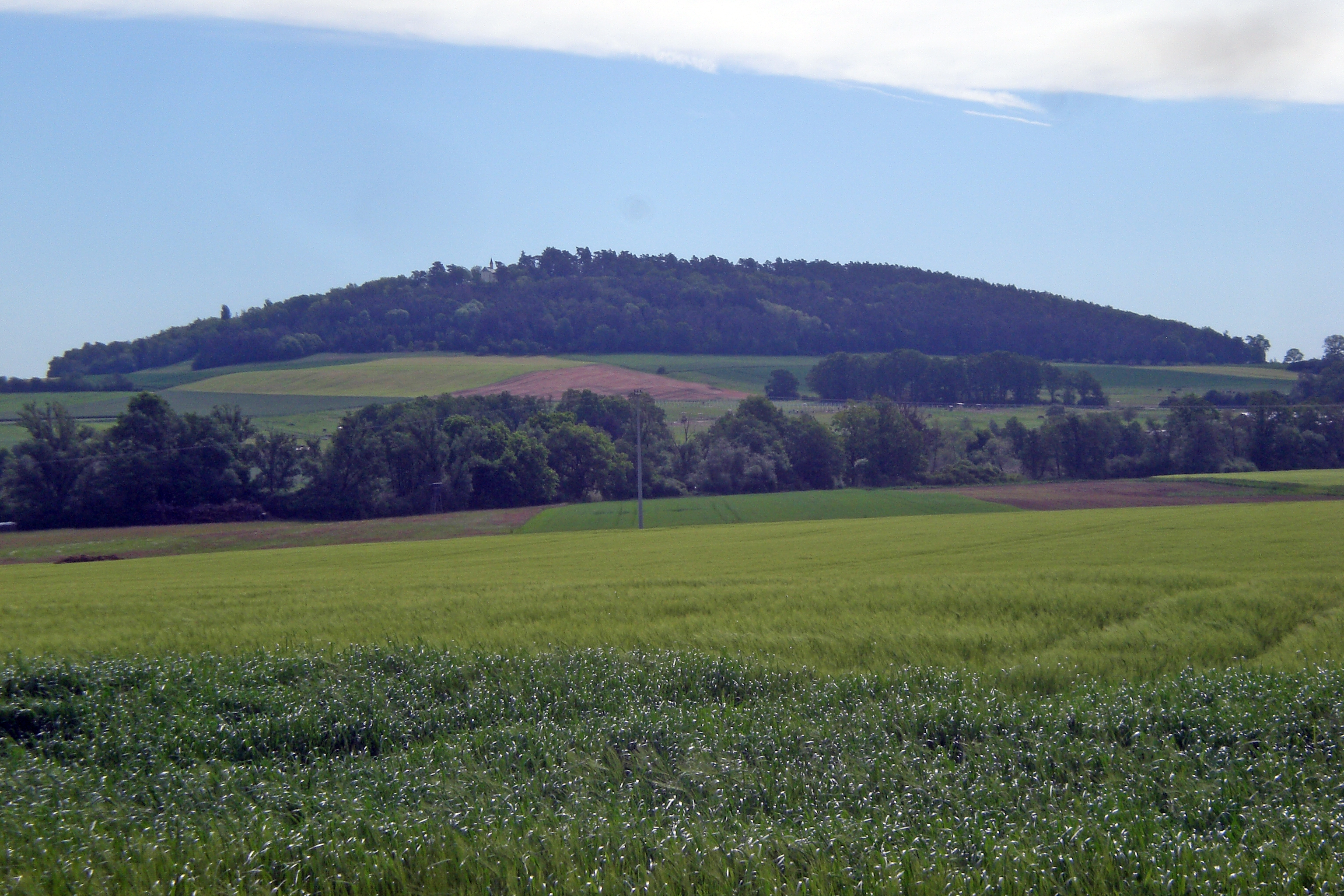
Moninger Berg von Südwesten (2024)

## Lage
Der Weiler mit seinen vier Hausnummern liegt auf rund 495 des bis auf 529 m ü. NHN ansteigenden gleichnamigen Berges nördlich von Freystadt im Albvorland der Südlichen Frankenalb.

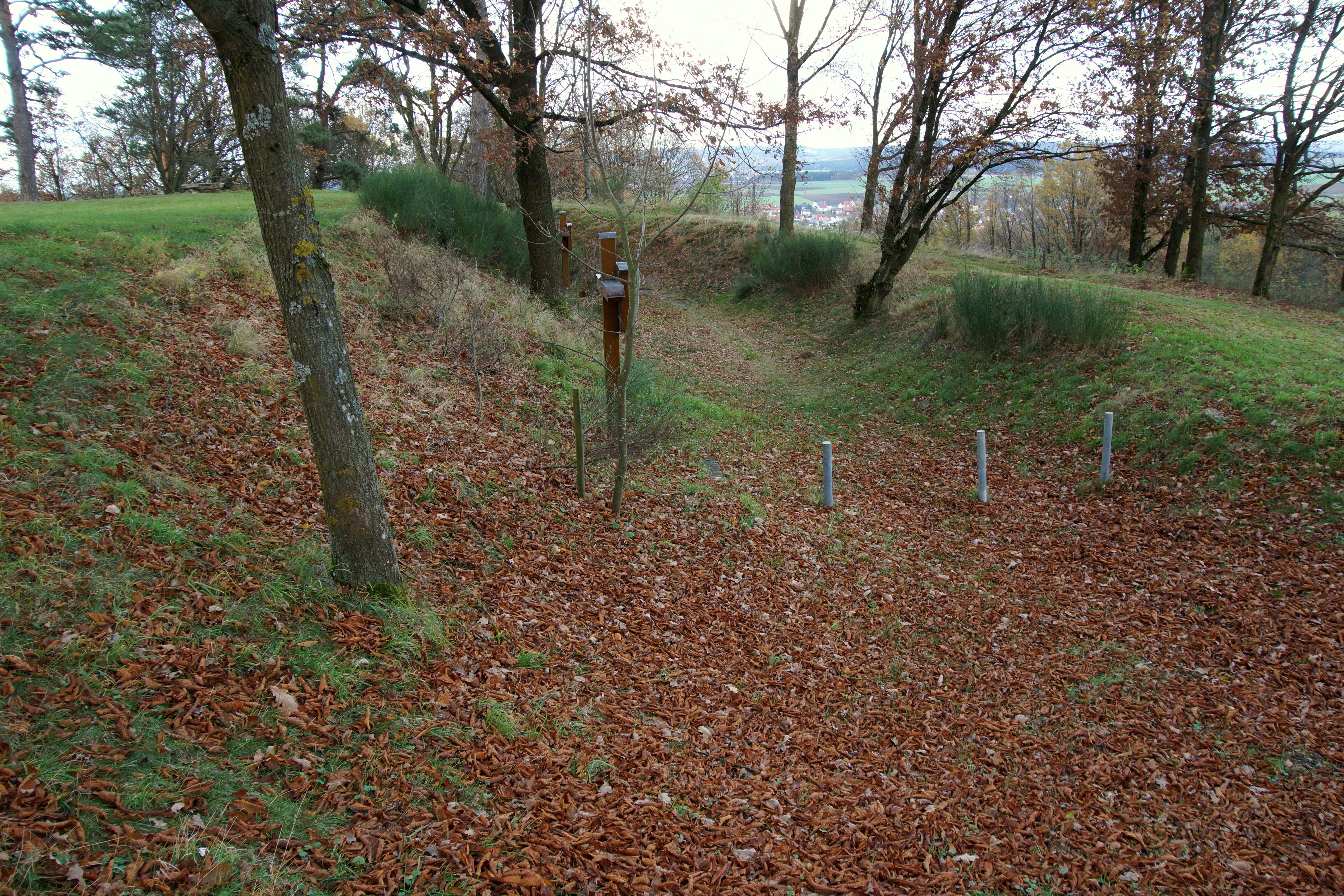
Mittelalterlicher Ringgraben am Möningerberg

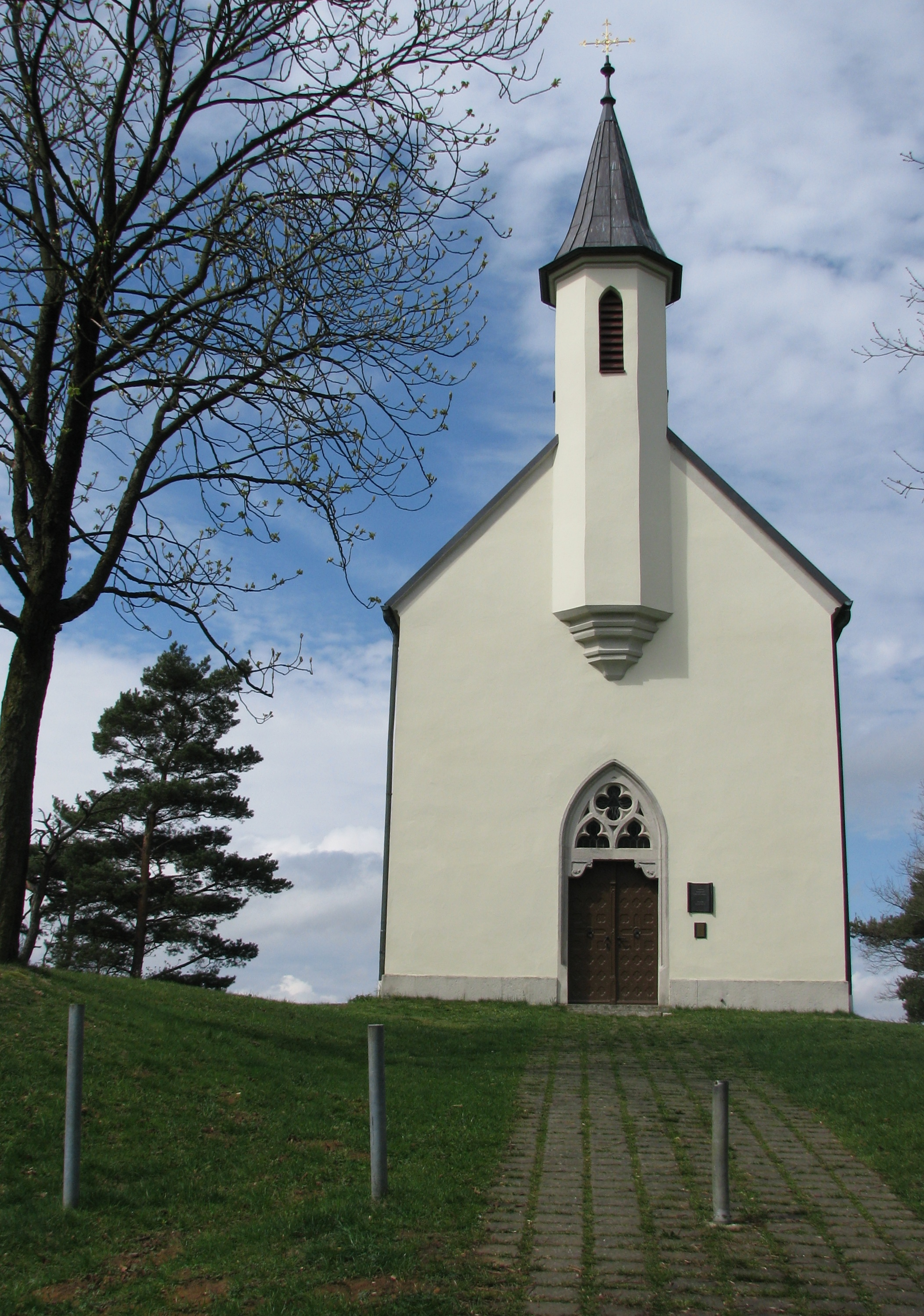
Vierzehn-Nothelfer-Kapelle von 1884

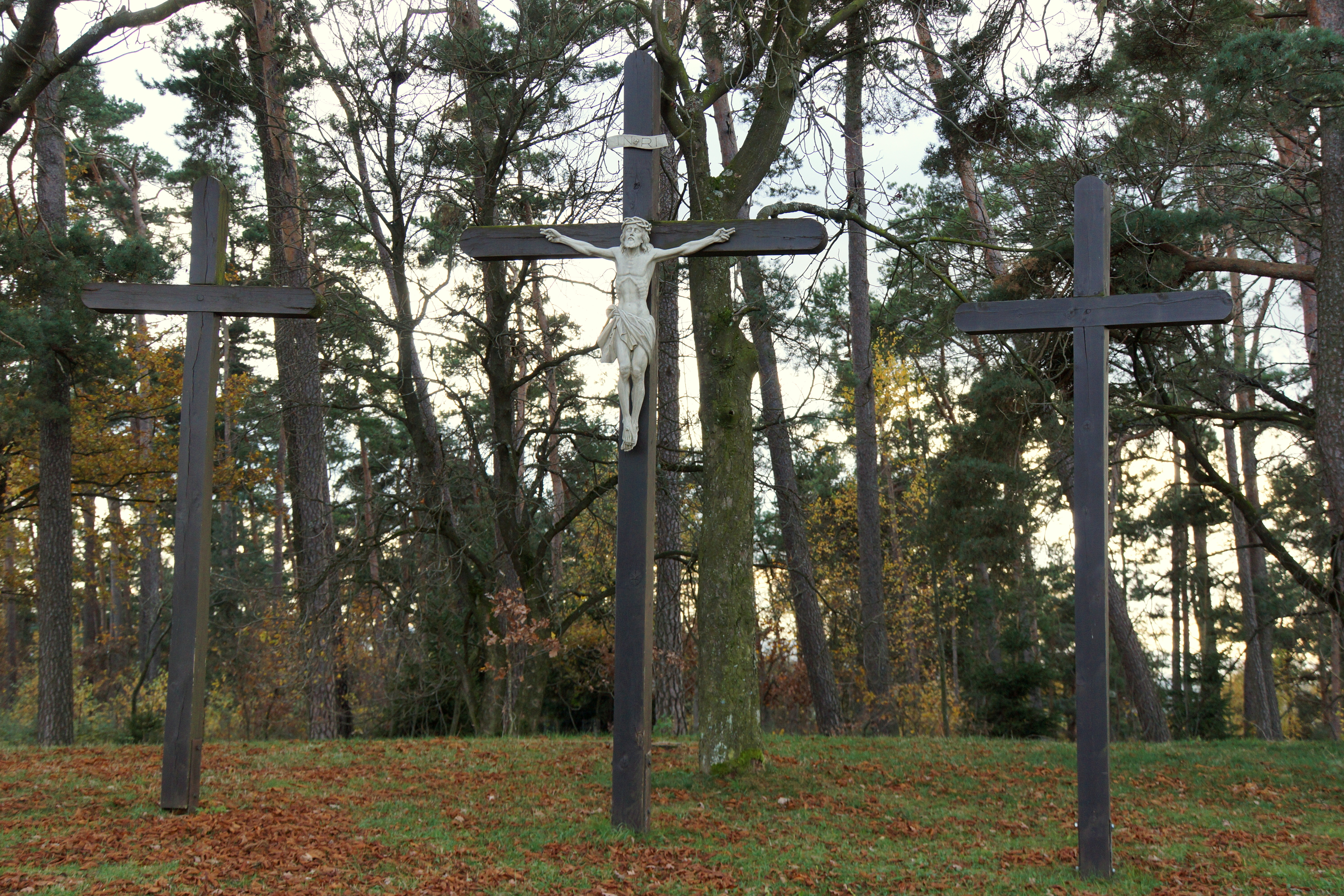
Kreuzanlage von 1851

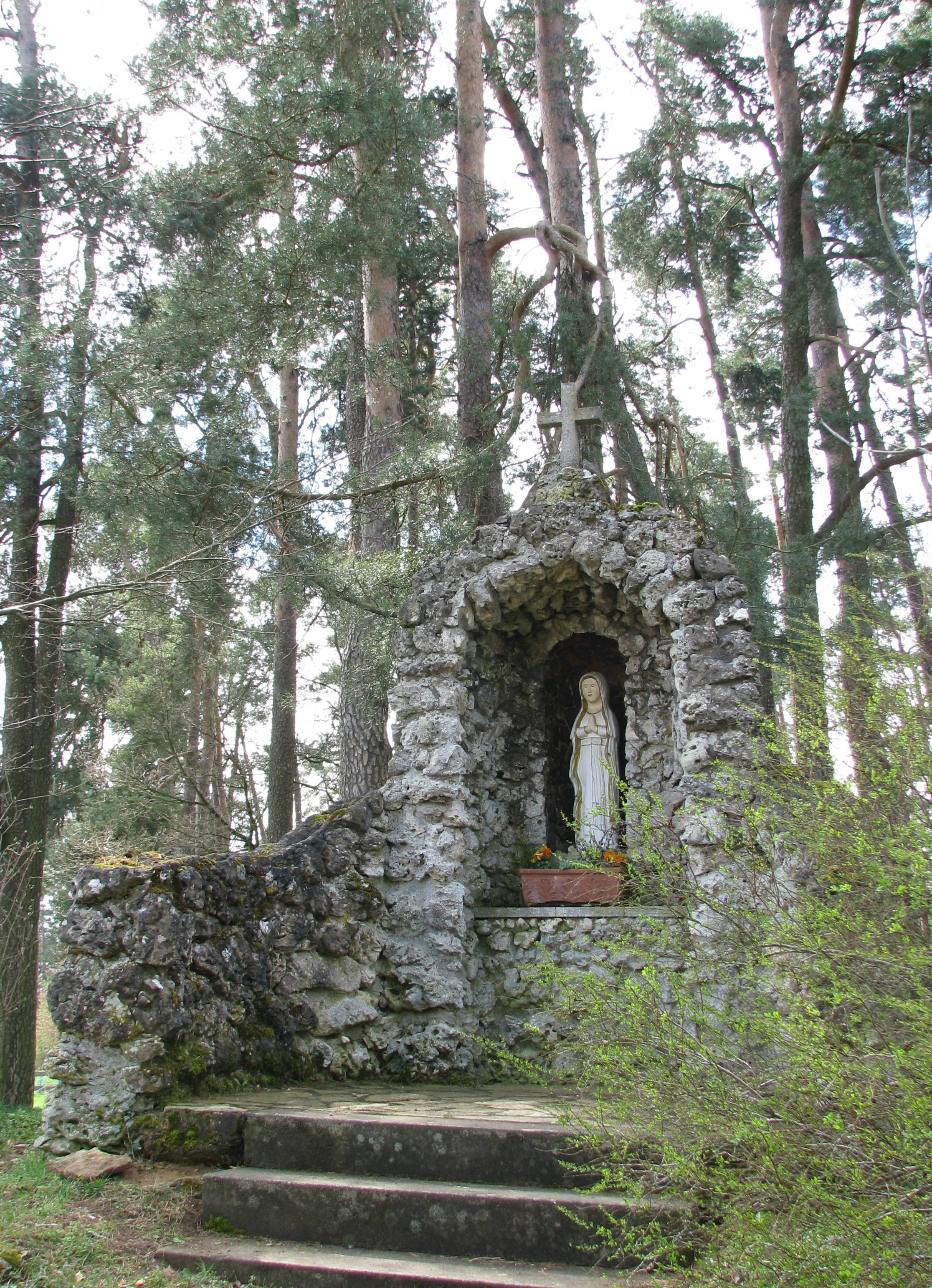
Mariengrotte

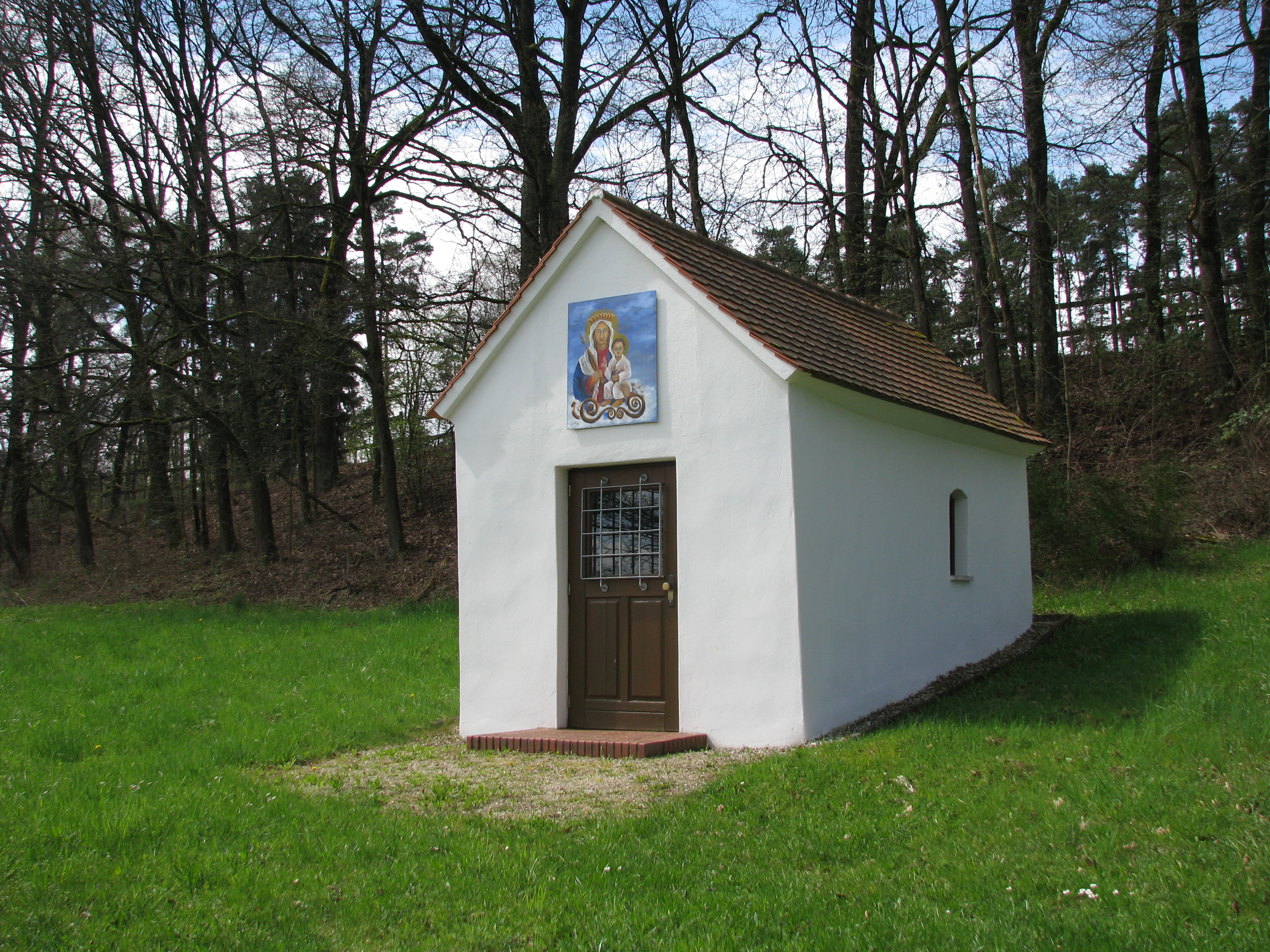
Vierzehn-Nothelfer-Kapelle des Bergbauern von 1794

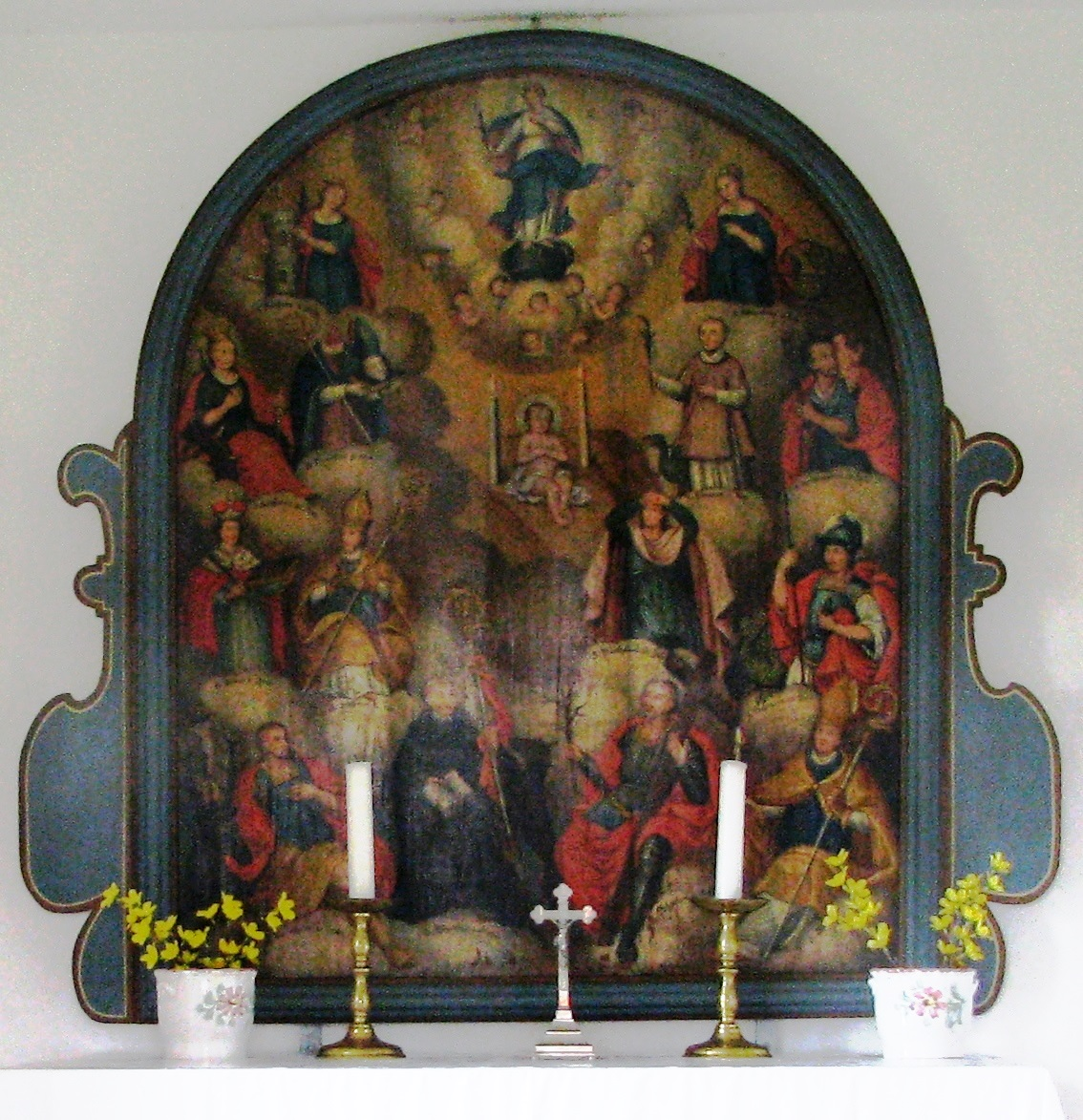
Altarbild in der Kapelle von 1794

## Geschichte
Vorgeschichtliche Besiedlung unklar
Das Gipfelplateau des Möninger Berges beeindruckt heute noch die Besucher durch sein herrliche Aussicht und eine von einem Ringwall umgebene Fläche von etwa 60 × 40 Metern. Seit 1996 sind von dort vorgeschichtliche Funde bekannt, die möglicherweise aus frühkeltischer Zeit stammen. Nachdem bisher keine weiteren Funde aufgetaucht sind, bleibt der Umfang der vorgeschichtlichen Besiedlung oder gar eine Befestigung Spekulation.
Hochmittelalterlicher Burgstall?
Zwischen 1142 und 1183 werden in 6 Urkunden die Gebrüder Burchard, Arnold und Friedrich sowie ein Herolt von Möning genannt, die eindeutig Dienstmannen der Staufer waren.
Damit stellt sich natürlich die Frage, ob diese Herren von Möning oben auf dem Berg gewohnt und damit eine wichtige Altstraßenkreuzung im Südwesten des Amtes Berngau überwacht haben. Dann hätten sie dort eine Gipfelburg samt einer südlich anschließenden etwa 70 × 40–60 m großen Vorburg (für den Wirtschaftshof) angelegt. Dafür sprechen auch Lesefunde von Keramikresten aus dem Hochmittelalter vom Gipfelplateau.
Allerdings hat diese Burg nicht lange bestanden, denn als der Erbe Ulrich von Sulzbürg 1283/86 den halben Möninger Berg an den Deutschorden schenkt, war von einer Burg keine Rede mehr. Ja, über eine Urkunde seines Bruders Gottfried von Wolfstein lässt sich rekonstruieren, dass beide den Berg von ihrem Vater Gottfried I. von Sulzbürg, dem Stifter des nahen Klosters Seligenporten († 1259), geerbt hatten. Deshalb kan man davon ausgehen, dass dort bereits um 1250 keine nutzbare Wehranlage mehr stand, denn sonst würden wir unter den ab 1249 gut überlieferten Dienstmannen des Sulzbürgers einen auf dem Möninger Berg haben.
Der Berghof als längste Konstante
Als am längsten besiedelter Platz auf dem Möninger Berg kann nach den jüngsten Forschungen der Berghof gelten.
Dieser Hof wurde sicher erst nach 1290 gegründet, bestand aber nach dem 2. Salbuch des Amtes Postbauer von 1423 schon eine Weile. Ja, das älteste Urbar der Deutschordenskommende Nürnberg nennt bereits 1343 einen Möninger Bauern Hermann Grimmene mit Besitz am Berg. Von daher kann man die Gründung des Berghofes als Rodung in den ersten Jahrzehnten des 14. Jahrhunderts annehmen. Im Postbauerer Salbuch von 1611 wird der Hof auch Sternerhof genannt, nach einem Besitzer aus dem 15. Jahrhundert. Seitdem lassen sich die Besitzer des Berghofes bis heute relativ gut ermitteln.
Das rätselhafte Nebeneinander von zwei Kapellen
Zu den größten aktuellen Forschungsfragen gehören die Standorte und Beziehungen von zwei Kapellen auf dem Berg im späten Mittelalter. Zunächst bestand 1415 schon länger eine Heilig-Kreuz-Kapelle auf dem Möninger Berg. Weil sich Pfalzgraf Johann von Neumarkt deren Rechte aneignen wollte, klagte Wigeles von Wolfstein gegen ihn vor dem Landfriedensgericht. Am 13. Mai 1454 wird für die „Kapelle zum Heiligen Kreuz“ auf dem Möningerberg eine Ablassurkunde ausgestellt. Die Kapelle wurde letztmals 1527 beim Streit zwischen Pfalzgraf Friedrich und den Herren von Wolfstein um die Einkünfte genannt.
Dagegen scheint eine Marienkapelle auf dem Möninger Berg länger bestanden zu haben: Bereits 1418/21 erwähnt die Neumarkter Patrizierwitwe Katharina Tucher in ihren Visionen eine Marien-Wallfahrt auf den Möninger Berg. 1438 gehörte bereits ein Bauernhof zu Reichertshofen zu einer neu gestifteten Frühmesse an dieser Frauenkapelle. Schließlich wurde bei ihr offenbar um 1458 das Franziskanerkloster gegründet, denn in diesem Jahr tauschten die Kirchenpfleger der Frauenkapelle ein benachbartes Grundstück vom Deutschorden ein.

### Franziskanerkloster auf dem Möningerberg
Ab 1452 bestand ein Franziskanerkloster auf dem Möningerberg. Am 21. Juli 1459 gestattete Otto I. von Pfalz-Mosbach den Franziskanern, einen Konvent auf dem Möninger Berg zu errichten. Der Klosterbau erfolgte noch im gleichen Jahr unter Verwendung der Steine der hochmittelalterlichen Burganlage. Die ersten Brüder kamen aus dem Franziskanerkloster Amberg. Der Konvent wurde von Papst Pius II. zugelassen und innerhalb der Oberdeutschen (Straßburger) Franziskanerprovinz der Kostodie Bayern unterstellt. Sie übernahmen die seelische und leibliche Betreuung der Wallfahrer auf dem Möninger Berg. Auch der Sohn Otto II. förderte das Kloster, indem er den Mönchen 1465 einen Schutzbrief ausstellte. 1476 wurde die baufällig gewordene Wallfahrtskirche am Möninger Berg durch einen näher beim Kloster gelegenen Neubau ersetzt. 1480 kam der Generalvikar Wilhelm Bertho von Nürnberg in das Kloster, er erkrankte dort und verstarb im Franziskanerkloster Ingolstadt. In dem Schematismus der Diözese Eichstätt wird 1480 über die eifrige Pflege der Wissenschaft berichtet, genannt wird die Klosterbibliothek mit 337 Bänden geistlichen und weltlichen Inhalts. Der aus dem Kloster stammende Pater Paulus Sauer verfasst 1501 die Schrift „Auf dem hoen stifft propre mennich“ und der ursprünglich aus Augsburg stammende Guardian Johann Goldner schrieb die „Braun Franciscana antiqua“. 1525 fanden die aus Nürnberg vertriebenen Brüder in dem Möninger Bergkloster eine Zuflucht. 1527 begann ein Streit um die Einkünfte der Wallfahrtskirche „Zum Heiligen Kreuz“ zwischen dem Pfalzgraf Friedrich II. von Neumarkt und den Herren von Wolfstein zu Sulzbürg. Der Streit wurde zu Gunsten der Franziskaner entschieden. Unter dem Kurfürsten Ottheinrich erfolgte 1544 die Einführung der Reformation. Der Guardian der Klosters reiste nach Heidelberg und übertrug das Kloster mit allem Hab und Gut dem Kurfürsten gegen freien Abzug der Mönche. Ein Teil des Kircheninventars war zwei Jahre zuvor ins pfalzgräfliche Amberg ausgeliefert worden, 1556 folgte dorthin das restliche Klosterinventar (übergeben wurden 45 Alben, 27 Messgewänder, drei Kelche und drei Monstranzen). 1556 ließ Kurfürst Ottheinrich durch den Schultheiß von Neumarkt das Kloster sperren und verwüsten. Drei Steinfiguren (Maria, Antonius und Franziskus) stehen heute im Klostergarten von Freystadt. Teile der Amberger Bevölkerung bemächtigten sich der letzten Brüder, die wegen des Umzugs zurückgelassen worden waren, und fuhren sie unter Hohn und Spott auf einem Schinderkarren aus der Stadt. Der nun zur Pfalz gehörende Besitz wurde an die Familie des Hans Klöbel (oder Kläbl) aus Röckersbühl verpachtet. 1614 wird in einem Hutbrief von Möning das eingefallene Kloster erwähnt. 1681 genehmigte das Ordinariat, die Steine des ehemaligen Klosters für eine Erweiterung der Maria-Hilf-Kapelle, der Vorgängerbau der heutigen Wallfahrtskirche, zu Freystadt zu verwenden.

### Weitere Geschichte des Möningerbergs
1625 wurde die Oberpfalz und damit auch Möningerberg in der Gegenreformation wieder katholisch. Der Dreißigjährige Krieg brachte die Verwüstung. 1697 kaufte der herzoglich-baierische Schultheiß von Neumarkt, Johann Georg von Neumayer, den Mönigerberg, der zu dieser Zeit je zur Hälfte der Geistlichen Verwaltung in Neumarkt und dem Deutschordenspflegamt Postbauer gehört hatte. Der Schultheiß errichtete auf dem Berg ein Bräuhaus, ließ das meiste Holz fällen (den Neubruchzehent verweigerte er sowohl dem Kloster Seligenporten als auch dem Pfarrer von Möning, die sich 1701 um dieses Recht stritten) und erbaute sich 1699 dort ein Schlösschen mit Schlosskapelle. Der von ihm erstrebten Wiederherstellung der vorreformatorischen Frühmesse verweigerte sich Eichstätt. 1712 legte der Eichstätter Fürstbischof Protest dagegen ein, dass Neumayer die Wirte der eichstättischen Orte Thannhausen und Burggriesbach dazu zwingen wollte, das Bier von ihm zu beziehen.
Um 1794 wurde vom Bergbauern eine Vierzehn-Nothelfer-Kapelle errichtet. 1803 war diese durch die Säkularisation vom Abbruch bedroht, aber die Bauern verhinderten dies, weil sie behaupteten, die Kapelle für die Lagerung von Holz zu gebrauchen. 1851 wurden auf dem Berg drei Kreuze und der Kreuzweg durch den Steinhauer Schmoll aus Schmellnricht und den Kunstmaler Sartori aus Neumarkt errichtet (1870 und noch einmal 1883 ersetzt). 1868 verglich sich die Pfarrei Möning mit dem Bergbauern um die Bergkapelle; ihr Erhalt sollte allein aus den Opfergeldern der Wallfahrer bestritten werden. 1884 erfolgte der Neubau einer größeren Nothelfer-Kapelle im Stile der Neugotik, wobei die bisherige beibehalten (und später renoviert) wurde.
Gegen Ende des Alten Reiches, um 1800, gab es am Möningerberg drei Anwesen, die grundherrschaftlich der Stadt Freystadt gehörten, steuerlich und niedergerichtlich der Oberen Hofmark Berngau und hochgerichtlich dem Schultheißenamt Neumarkt unterstanden. Auf dem größten Hof, einem Viertelhof saß der Bauer Wolf, die beiden anderen Höfe waren Sechzehntelhöfe.
Im Königreich Bayern wurde mit dem Gemeindeedikt von 1818 die Ruralgemeinde Möning aus Möning, Möningerberg und Reckenstetten gebildet. Sie gehörte dem Landgericht (ab 1862 Bezirksamt, ab 1879 Landkreis) Neumarkt an. 1875 hatten die Bauern von Möningerberg an Großvieh ein Pferd und zwölf Stück Riedvieh.
Mit der Gebietsreform in Bayern wurde die Gemeinde Möning und damit auch Möningerberg zum 1. Januar 1972 in die Stadt Freystadt eingemeindet.
Der Standort bei der 1884er-Kapelle bietet eine „Hundert-Dörfer-Aussicht“. In der Nähe befindet sich außerdem eine aus Bruchsteinen gemauerte Grotte mit einem Marienbildnis. Alljährlich findet um den 24. August herum das „Bergfest“ statt, bei dem Tausende auf den Möningerberg pilgern.

### Einwohnerentwicklung
- 1871: 13 (7 Wohngebäude)[22]
- 1900: 10 (3 Wohngebäude)[24]
- 1938: 16 (8 Katholiken, 8 Protestanten)[25]
- 1961: 15 (3 Wohngebäude)[26]
- 1987: 10 (4 Wohngebäude, 4 Wohnungen)[27]
- 2016, 31. Dez.: 11[28]

## Baudenkmäler
Die beiden Vierzehn-Nothelfer-Kapellen (von 1794 und 1884) gelten als Baudenkmäler.

## Verkehrsanbindung
Zu erreichen ist Möningerberg von Osten her über eine Abzweigung der Freystädter Straße in der Höhe eines Flurkreuzes südöstlich von Möning.